# Joan Walrave van Haersolte van Haerst
Joan Walrave baron van Haersolte van Haerst (Doetinchem, 15 april 1887 – Bilthoven, 4 februari 1967) was een Nederlands nationaalsocialistisch politiek activist.

## Leven en werk
Van Haersolte was afkomstig uit het Nederlands hervormd adellijk geslacht Van Haersolte en een zoon van Johan Christiaan baron van Haersolte van Haerst (1854-1889) en Sara van Houten (1856-1899) waardoor hij en zijn oudere broer al jong wezen waren.
Van Haersolte was van 1909 tot 1919 luitenant-ter-zee 2e klasse. Daarna was hij actief in het onroerend goed; zo was hij onder andere directeur van een woningbedrijf in Delft. Van Haersolte was getrouwd en had een dochter.
Al vroeg (vermoedelijk in 1933) trad Van Haersolte toe tot de Nationaal-Socialistische Beweging (NSB) van Anton Mussert. Hij ontving het stamboeknummer 11.949. Van Haersolte werd door Mussert benoemd tot diens gemachtigde voor de provincie Zuid-Holland. Van 1935 tot 1939 was hij lid van Provinciale Staten van die provincie.
 Portaal: Fascisme en nationaalsocialisme in Nederland · Fascisme · Nationaalsocialisme